# Rotsteißpapageien
Die Rotsteißpapageien (Pionus) sind eine Gattung in der Familie der Eigentlichen Papageien (Psittacidae).
Sie zählen zu den sogenannten Neuweltpapageien und stehen den Amazonenpapageien verwandtschaftlich sehr nahe. Es handelt sich bei den Rotsteißpapageien um eine Gattung mittelgroßer Papageien, die durchschnittlich eine Körperlänge von etwa 28 Zentimetern haben. Namensgebend ist die rote Unterschwanzdecke. 
Die Gattung umfasst acht Arten, die allesamt keinen Geschlechtsdimorphismus aufweisen. Sechs der Arten haben eine grüne Grundfärbung. Bei zwei Arten ist die Grundfärbung des Körpergefieders dagegen ein ins Violett spielendes Braun. Rotsteißpapageien haben einen sehr kräftig gebauten Schnabel. An der Spitze des Oberschnabels weist er ausgeprägte Feilkerben auf. Die Augenringe sowie die Nasenhaut sind bei allen Arten unbefiedert. 

## Systematik

### Äußere Systematik
Die evolutionäre Entwicklung der Rotsteißpapageien und anderer Neuweltpapageien wird auf Basis von Chromosomenuntersuchungen so beschrieben:
|      | Amazonenpapageien                                                      |
|      |                                                                        |
| N.N. | \| \| Gelbbauchamazone \| \| \| \| \| \| Rotsteißpapageien \| \| \| \| |
|      | \| \| Gelbbauchamazone \| \| \| \| \| \| Rotsteißpapageien \| \| \| \| |
|      | Gelbbauchamazone                                                       |
|      |                                                                        |
|      | Rotsteißpapageien                                                      |
|      |                                                                        |

|  | Gelbbauchamazone  |
|  |                   |
|  | Rotsteißpapageien |
|  |                   |

|      | Amazonenpapageien                                                      |
|      |                                                                        |
| N.N. | \| \| Gelbbauchamazone \| \| \| \| \| \| Rotsteißpapageien \| \| \| \| |
|      | \| \| Gelbbauchamazone \| \| \| \| \| \| Rotsteißpapageien \| \| \| \| |
|      | Gelbbauchamazone                                                       |
|      |                                                                        |
|      | Rotsteißpapageien                                                      |
|      |                                                                        |

|  | Gelbbauchamazone  |
|  |                   |
|  | Rotsteißpapageien |
|  |                   |

Chromosomenuntersuchungen legen nahe, dass die früher den Amazonenpapageien zugeordnete Gelbbauchamazone sich stark von den anderen Amazonenarten unterscheidet und viele Gemeinsamkeiten mit den Rotsteißpapageien aufweist. Sie wird mittlerweile einer eigenen Gattung zugeordnet und zur eindeutigeren Unterscheidung von den anderen Amazonenpapageien auch als Ribeiropapagei bezeichnet.

### Innere Systematik
Folgende Arten gehören zur Gattung der Rotsteißpapageien:
- Schwarzohrpapagei (P. menstruus)
- Maximilianpapagei (P. maximiliani)
- Dunenkopfpapagei (P. sordidus)
- Purpurstirnpapagei (P. tumultuosus)
- Greisenkopfpapagei (P. seniloides)
- Weißkopfpapagei (P. senilis)
- Glanzflügelpapagei (P. chalcopterus)
- Veilchenpapagei (P. fuscus)